# Юлій (дід Юлій Домни)
Юлій (лат. Julius; II ст.)— дід римської імператриці Юлії Домни.

## Життєпис
За походженням ймовірніше був арамеєм або арамеїзованим арабом. Походив з династії Сампсікерамідів, царів-жерців Емеси (Сирія) та римських вершників Юліїв Про батьків нічого невідомо. Мав брата Юлія Агріппу, що імовірно належав до царської сім'ї Емеса та був її членом. Його брат не одружувався та немав дітей.
Згодом Юліус взяв шлюб з невідомою жінкою. У них народився єдиний син— Гай Юлій Бассіан. Народився Басіан не раніше 150 року до н. е. Був верховним жерцем Елагабала, помер у 217 році. Про невістку Юлія чи його заняття нічого невідомо. Швидше за все, брав участь у вихованні двох онук— Юлії Мези та Юлії Домни